# 克萊滕格拉本河
49°00′52″N 10°41′03″E / 49.01438°N 10.68420°E
克萊滕格拉本河（德語：Klettengraben），是德國的河流，位於該國東南部，由巴伐利亞負責管轄，屬於布魯克巴赫河的左支流，河道全長0.7公里，流經魏森堡-貢岑豪森縣。